# Pingvinen som alltid frös
Pingvinen som alltid frös (engelska: The Cold-Blooded Penguin) är en amerikansk animerad kortfilm från 1945. Filmen är ursprungligen en del av långfilmen Tre Caballeros från 1944.
Berättelsen om Pablo finns även som barnbok av Robert Edmunds, från 1946.

## Handling
I historien om Pablo lever han med sin pingvinkoloni på Antarktis. Alla de andra pingvinerna trivs och leker runt i snön medan Pablo fryser och står inte ut med det kalla klimatet. Han försöker med alla möjliga metoder att hålla värmen t.ex. som att binda fast en kamin på ryggen men det går inte så bra och det slutar alltid i fiasko. Han bestämmer sig för att det är nog och börjar såga av biten av isflaket där hans hus är lokaliserat på i form av en båt och ger sig iväg. Efter några dagar till havs börjar han känna värmen komma böljande och lägger sig ner för att njuta av den. Allt går enligt planerna och han passerar södra Afrika och Sydamerikas sydspets, ända tills han närmar sig ekvatorn - då börjar isflaket att smälta. Pablo lyckas dock resa vidare i ett magiskt badkar som drivs av duschröret. Till slut når Pablo fram till en av Galapagosöarna och slår sig ner för gott. Han bygger en hydda av torra palmblad och sätter upp en hängmatta. Där trivs han i tropikerna, men längtar ibland efter svalare väder.

## Om filmen
Filmen har givits ut på VHS och DVD, både som separat kortfilm och som innehåll av Tre Caballeros, och har dubbats två gånger till svenska.

## Rollista
- Sterling Holloway – berättare[6]